# ماونت واشینگتن (کنتاکی)
ماونت واشینگتن (به انگلیسی: Mount Washington) شهری در ایالت کنتاکی کشور ایالات متحده آمریکا است که جمعیت آن در سرشماری سال ۲۰۱۰ میلادی، ۹٬۱۱۷ نفر بوده‌است.